# Evgueni Tchirikov
Evgueni Nikolaïevitch Tchirikov (Евге́ний Никола́евич Чи́риков, forme désuète : Tchirikoff), né le 24 juillet 1864 (5 août 1864 dans le calendrier grégorien) à Kazan et mort le 18 janvier 1932 à Prague, est un écrivain et dramaturge russe.

## Biographie
Evgueni Tchirikov naît dans une famille de la petite noblesse désargentée de fonctionnaires de province. Son grand-père, Andreï Iakovlevitch, possédait un domaine de 360 âmes au village de Tchistovka dans le gouvernement de Samara. Son père, Nikolaï Andreïevitch, change de lieux d'affectation en fonction de ses nominations : dans les gouvernements de Kazan et de Simbirsk. Evgueni Tchirikov étudie à la faculté de droit de l'université impériale de Kazan, puis à la faculté de mathématiques. Il est renvoyé en 1887 à cause de désordres, et envoyé à Nijni Novgorod.
Il est d'abord influencé par les narodniki, puis par les sociaux-démocrates. Il est arrêté deux fois, habite sous surveillance policière à Tsaritsyne, à Astrakhan, à Kazan, à Samara et à Minsk (1887-1902). Il s'essaye à plusieurs emplois: gardien d'une station de kérosène, comptable dans le chemin de fer, inspecteur dans une compagnie de bateaux à vapeur, etc.

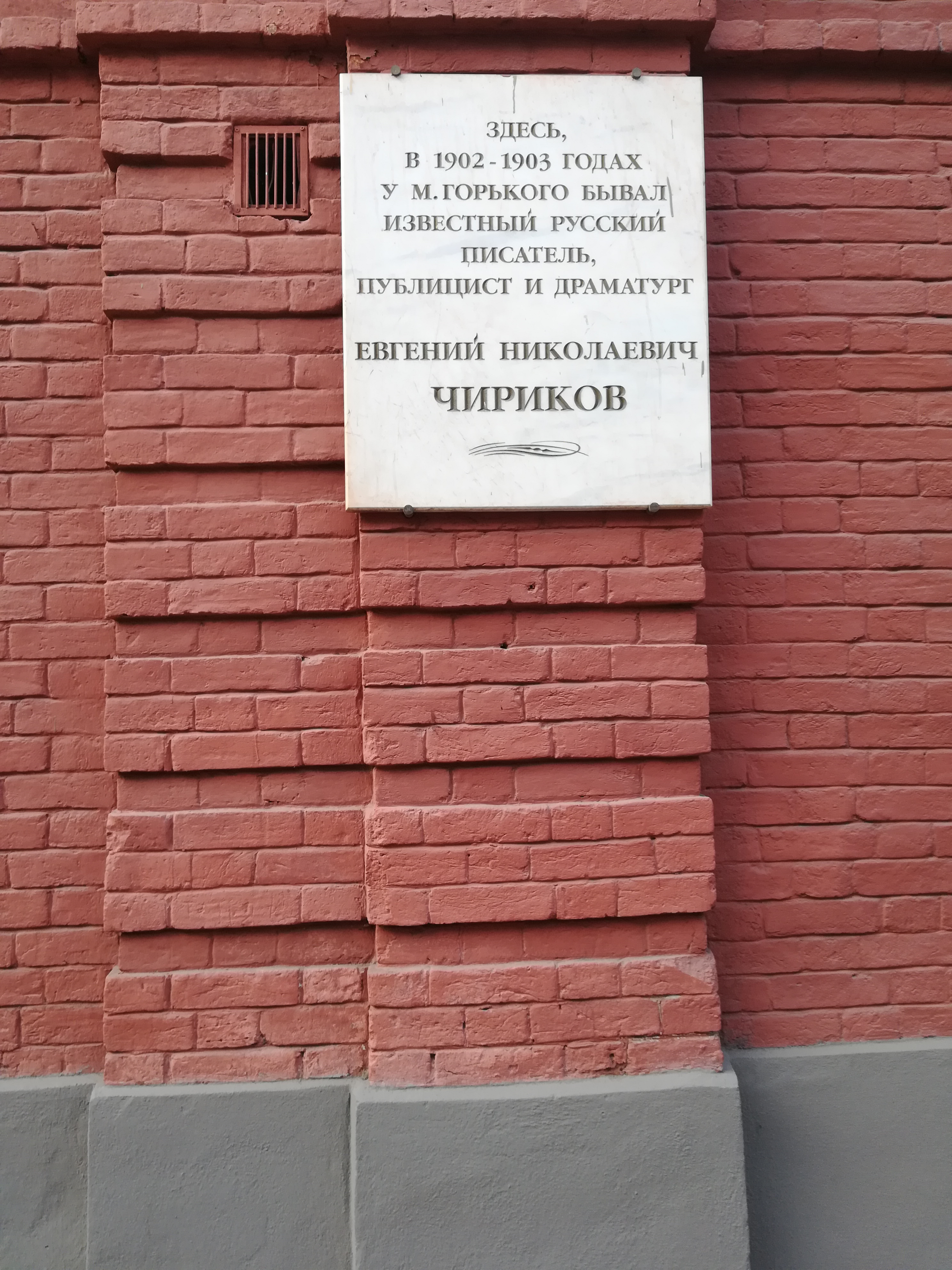
Plaque mémorielle à Nijni Novgorod.

Il commence à publier des nouvelles dans des journaux de province alors qu'il est encore étudiant. Il rend visite à Maxime Gorki à Nijni Novgorod (où se trouve aujourd'hui le musée-appartement Gorki ; une plaque rappelle son souvenir).
Après quelques premiers succès littéraires, il s'installe à Moscou, puis à partir de 1907 à Saint-Pétersbourg. Il possède une datcha à Kelomiaki près de Komarovo.

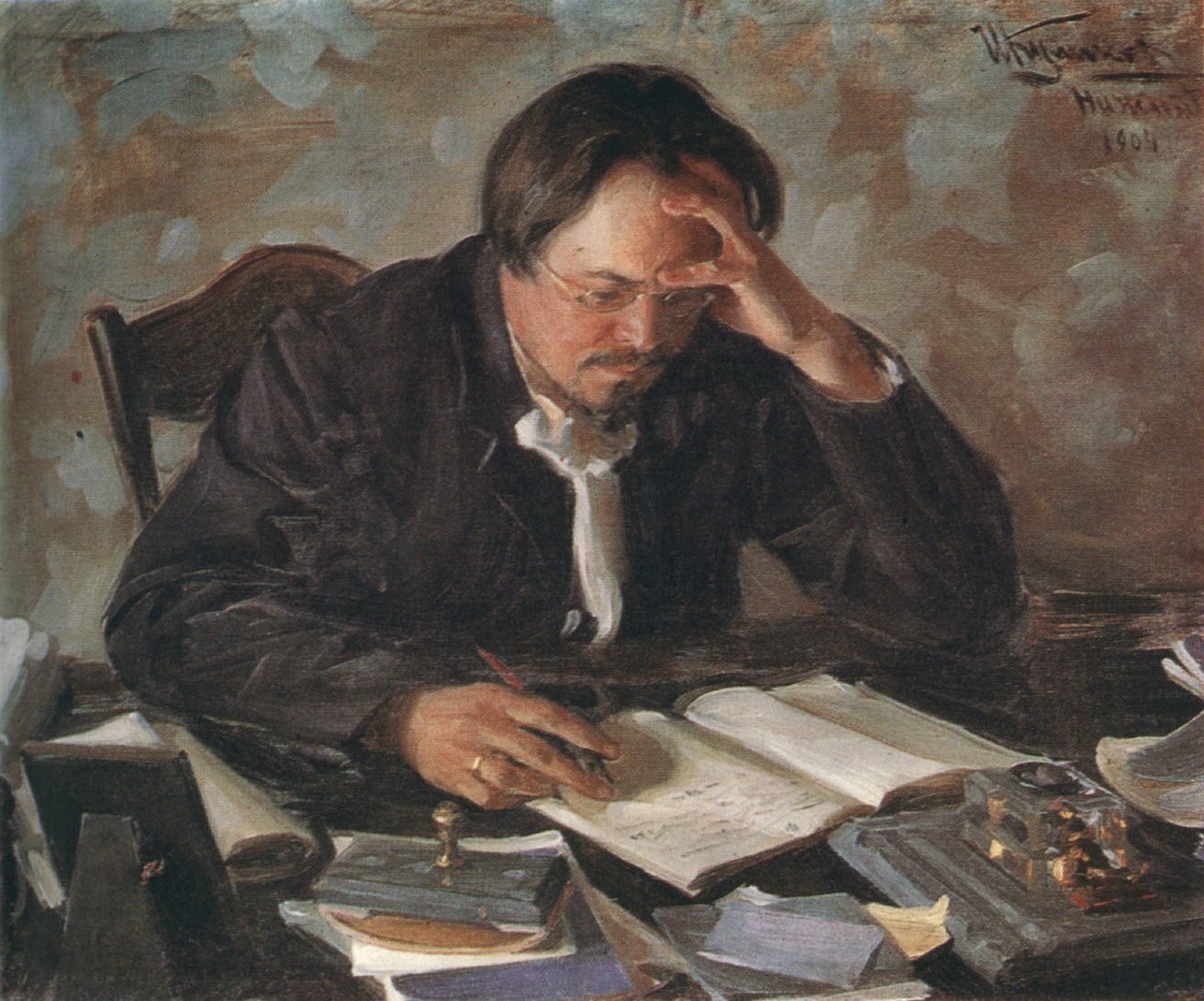
Portrait de Tchirikov par Ivan Koulikov.

En 1918, son épouse Valentina Guéorguievna Grigorieva, actrice dont le nom de scène est Valentina Iolchina, et lui fuient à Rostov-sur-le-Don où il travaille dans le département littéraire de l'organe d'information et de propagande de l'Armée des volontaires, puis il part pour la Crimée qui n'est pas encore prise par les bolchéviques. Il quitte Sébastopol en 1920 dans les derniers bateaux en partance pour Constantinople. Il déménage au début de l'année 1921 à Sofia, puis en 1922 à Prague. Il fait des conférences à Prague et à Belgrade, participe à des organisations russes et publie des articles dans des périodiques russes en exil ou tchèques.
Il meurt le 18 janvier 1932 à Prague. Des représentants d'organisations russes en exil et tchèques (dont Karel Kramarj) assistent aux funérailles et il est enterré au cimetière d'Olchany.

## Carrière littéraire

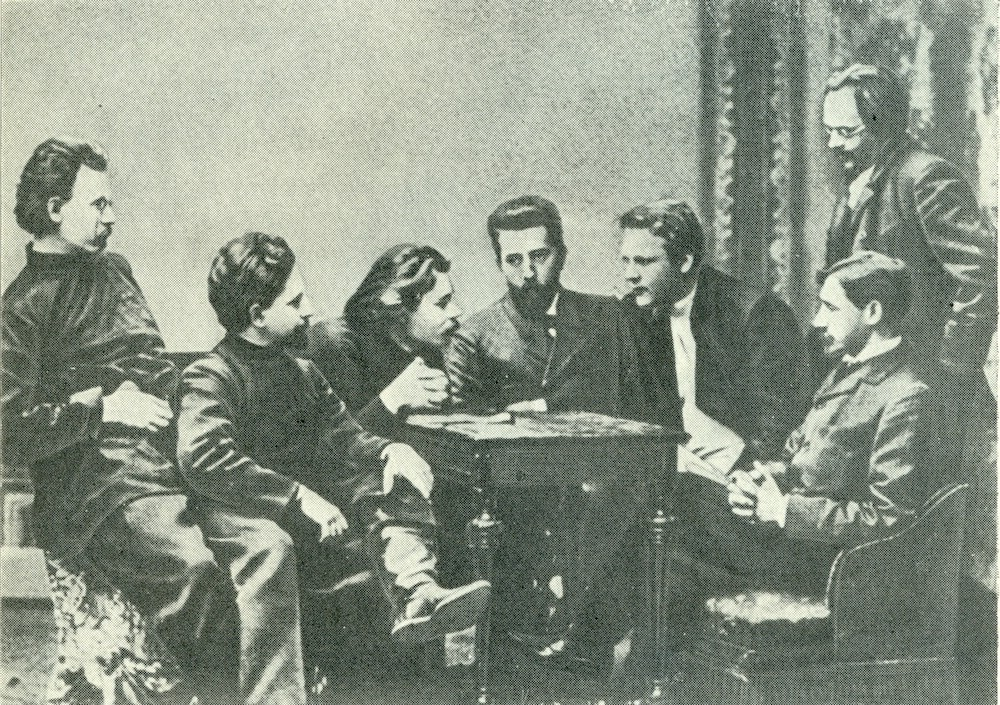
Groupe des membres du cercle des Mercredis de Telechov. De g. à dr.: Stepan Skitalets, Leonid Andreïev, Alexeï Gorki, Nikolaï Telechov, Fédor Chaliapine, Ivan Bounine et Evgueni Tchirikov en 1902.

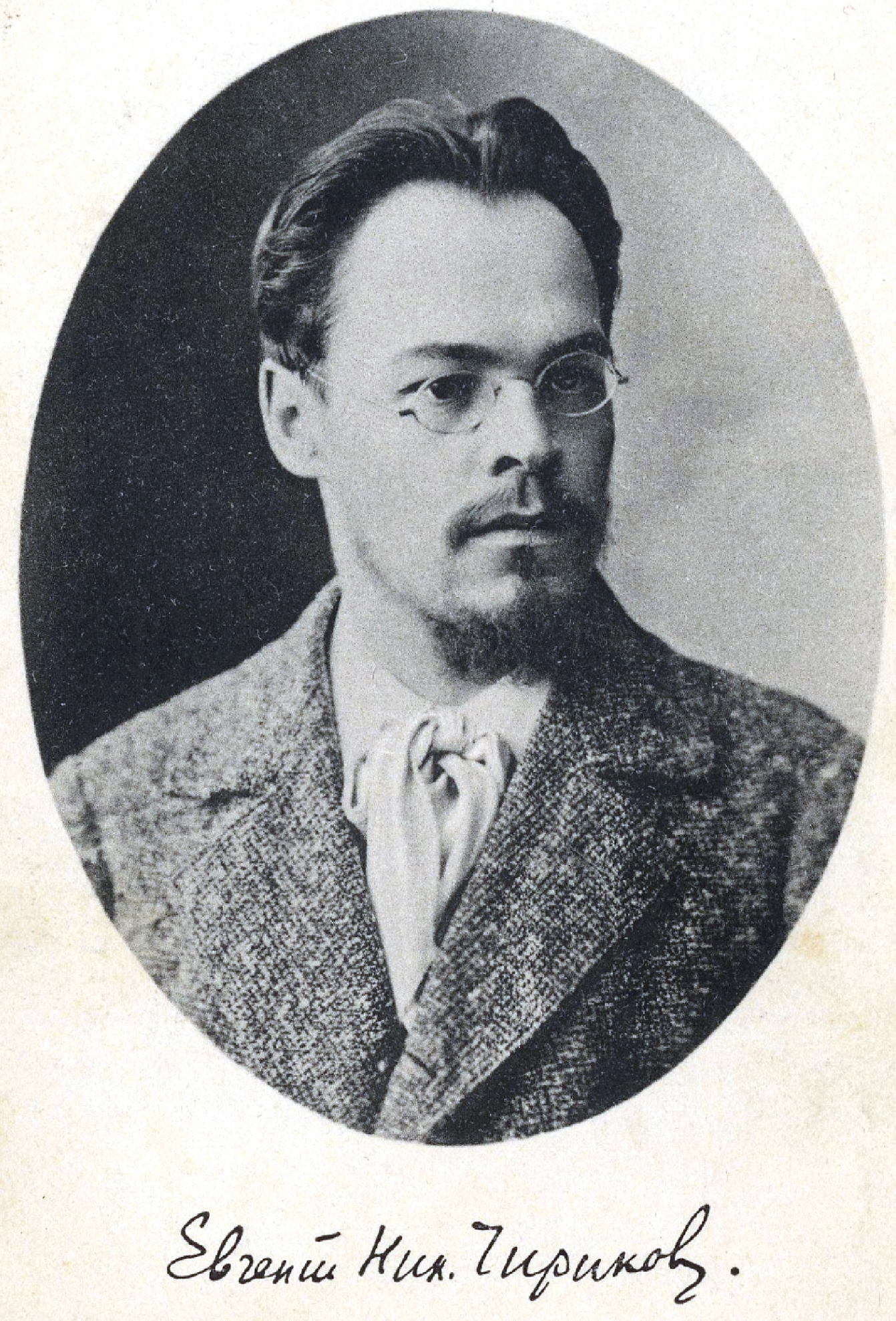
Tchirikov (entre 1900 et 1904).

Il collabore à des journaux de province comme Le Messager d'Astrakhan, La Feuille d'Astrakhan, Le Messager de la Volga, Le Messager de Samara. Il publie un cycle de poèmes dans le recueil du Messager de la Volga (1885). Son premier récit, Le Roux est publié dans Le Messager de la Volga en 1886. Dès 1893, il commence à collaborer à des revues de la capitale Le Monde divin, La Richesse russe, Le Messager du Nord, La Vie. Son premier livre, intitulé Essais et Nouvelles paraît en 1899 chez Dorovatovski et Tcharouchnikov et dans cette même maison d'édition son deuxième livre Essais et Nouvelles (2e volume).
Il écrit sa première pièce de théâtre en 1900 sous le titre d'Ivan Mironytch, ensuite Dans l'annexe de la cour en 1904, Les Moujiks en 1905, etc., pièces qui sont jouées aussi bien dans la capitale qu'en province. Sa pièce Les Juifs (de) (1904) dénonçant les pogroms connaît un certain écho et est présentée la même année en russe à Berlin et en allemand en 1905 à Vienne. Elle est montée par Vsevolod Meyerhold en 1906, mais aussitôt interdite par la censure en Russie. Ses vers satiriques En prison (1905) attirent l'attention (des chansons Le Citoyen libre).
Il est actionnaire de la maison d'édition Znanie de Saint-Pétersbourg qui publie son œuvre complète en huit volumes (1903-1909). Il collabore à l'almanach de la maison d'éditions Chipovnik et au recueil La Terre. Des chapitres de sa trilogie autobiographique La Vie de Tarkhanov sont publiés par la revue Le Messager de l'Europe. Il publie aussi des recueils de nouvelles Les Fleurs du souvenir (1912), Les Premières pousses (1913), Les Contes de la Volga (1916) qui restituent l'atomsphère des années 1880. Il écrit Pièces pour écran (sorte de scénario factuel), L'Amour du conseiller d'État (1915) et Devi Gory (1918).

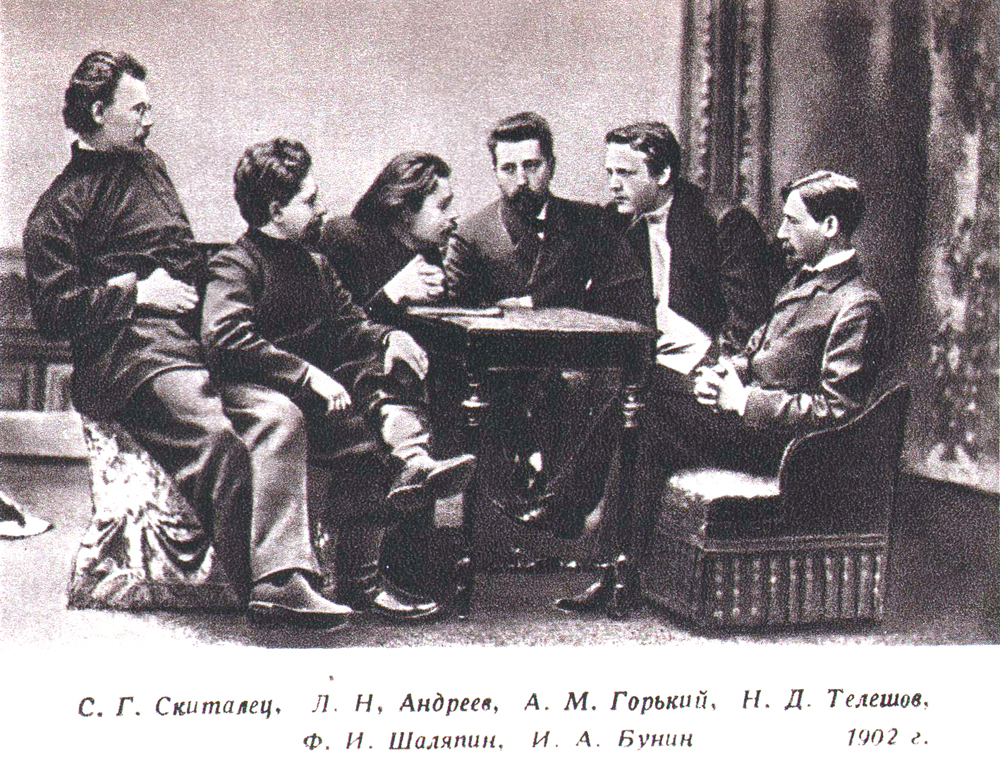
Il est interdit de représenter Tchirikov pendant l'époque stalienne et sa personne est effacée sur cette reproduction photographique. Cf l'article de Nikolaï Telechov.

En émigration à Prague, il collabore à des publications russes en exil de Prague, publie aussi dans le journal russophone de Riga Aujourd'hui et celui de Kaunas, Écho. Il publie une brochure Le Smerdiakov de la Révolution russe (Rôle de Gorki dans la Révolution russe) (1921), une nouvelle sur un type de révolutionnaire Une âme dévastée («Опустошённая душа», 1922), un roman sur la révolution La Bête des abysses («Зверь из бездны», 1923), une trilogie autobiographique La Vie de Tarkhanov, La Famille («Жизнь Тарханова» «Семья», 1925), et Mon Roman. Notes d'un réfugié («Мой роман. Записки беженца», 1926), le roman autobiographique en cinq volumes La Maison paternelle («Отчий дом» 1929-1931); Tchirikov fait paraître un livre de nouvelles sur la guerre civile russe intitulé Le Pitre rouge («Красный паяц», 1928), et des recueils de nouvelles Les Larmes de la jeune fille («Девичьи слёзы»), Entre terre et ciel («Между небом и землёй», 1927), La Cloche du soir («Вечерний звон», 1932). Il a écrit plusieurs pièces de théâtre (dont certaines sont jouées en tchèque et en allemand) et un scénario pour le cinéma.
Le talent de Tchirikov est toujours resté dans l'ombre de Tchekhov, cependant son travail témoigne de la sympathie, d'une douce mélancolie par rapport aux personnes et aux circonstances.

## Enfants

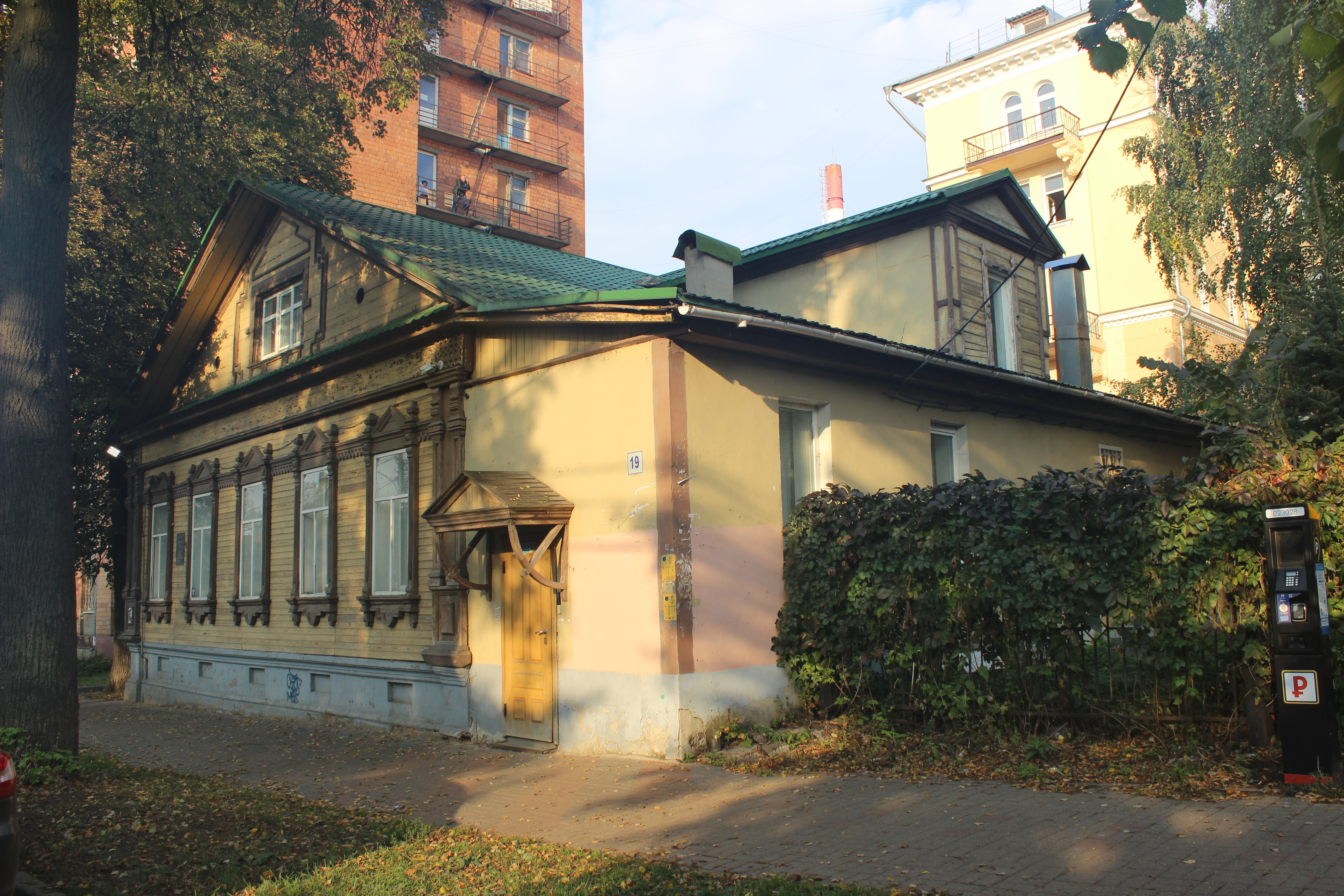
Maison où l'écrivain vécut à Nijni Novgorod de 1902 à 1904.

Il a eu cinq enfants : Novella (1894-1978, épouse Retivova), Lioudmila (1896-1995, épouse Chnitnikova), Valentina (1897-1988, épouse Oulianichtcheva), Evgueni (1899-1970) et Gueorgui (1901-1993).

## Hommages
Les 7 et 8 février 2007, des conférences et lectures publiques intitulées Retour au lecteur ont lieu au centre culturel Marina-Tsvetaïeva de Moscou pour marquer le 120e anniversaire des activités littéraires de Tchirikov.
Le 22 septembre 2014 pour le 150e anniversaire de sa naissance une soirée littéraire a lieu à la maison Alexandre-Soljénitsyne de Moscou avec une exposition de ses autographes conservés par ses descendants.

## Publications
- Очерки и рассказы [Essais et Nouvelles], 1re éd., Saint-Pétersbourg, éd. S. Dorovatovski et A. Tcharouchnikov, 1899, 3 000 ex.
- Очерки и рассказы. Книжка вторая [Essais et Nouvelles. Livre II], 1re éd., Saint-Pétersbourg, éd. S. Dorovatovski et A. Tcharouchnikov, 1900,4 200 ex.
  - 2e éd., Saint-Pétersbourg, éd. O.N. Popova, 1900.
- Собрание сочинений [Œuvres complètes], tomes I-VIII, Saint-Pétersbourg, éd. «Знание», 1901-1908.
- Собрание сочинений [Œuvres complètes], tomes I-XVII, Moscou, éd. «Московское книгоиздательство», 1910-1916.
- Повести и рассказы / Подготовка текста, вступительная статья и комментарии Е. Сахаровой [Romans et Nouvelles / Préparation du texte, article introductif et commentaires d'E. Sakharova], Moscou, éd. Гослитиздат, 1961. — 60 000 ex.
- Иван Мироныч. Мужики: Картины деревенской жизни: сборник пьес [Ivan Mironytch. Les Moujiks: tableaux de la vie paysanne: recueil de pièces], Moscou, 1964. — (dramaturgie «Знания» [La Connaissance]).
- Au royaume du sucre (à propos de Gloukhov) / [Evg. Tchirikov], Moscou, éd. Рок, 1907[9].
- [La Cloche du soir] Вечерний звон. (nouvelles sur l'amour), Belgrade, 1932.
- Отчий дом. Семейная хроника [La Maison paternelle. Chronique familiale] / Article introductif, préparation du texte, commentaires de M.V. Mikhaïlova, A.V. Nazarova; Publié avec le soutien financier de l'Agence fédérale pour la presse et les communications de masse dans le cadre du programme cible fédéral Culture de la Russie, Moscou, éd. Эллис Лак, 2010.